# شورش فنیقیه و قبرس در زمان اردشیر سوم
اردشیر سوم دهمین شاهنشاه هخامنشی بود که از سال ۳۵۸ تا ۳۳۸ پیش از میلاد  بمدت ۲۰ سال بر ایران پادشاهی کرد. سلطنت اردشیر سوم، تماماً صرف خوابانیدن شورش‌ها، در ممالک تابعه گردید. مصر که طغیانش همچنان از سال‌ها قبل، ادامه یافته بود، غالباً به طغیان‌های آسیای صغیر (غرب ترکیه) و نواحی مجاور نیز دامن می‌زد و همین نکته سبب شد که شاه برای دفع آن، دست به اقدام جدی بزند. با وجود این لازم دید که نخست به شهر صیدا (شهری در لبنان امروزی) که هم پیمان مصر بود و فنیقیه را هم به آشوب کشیده بود، توجه کند.

## شورش در صیدا
در زمان اردشیر سوم، اهالی صیدا و دیگر قسمت‌های فینیقیه، چون از حکام ایران ناخشنود بودند، شورشی بر پا کرده با مصری‌ها بر ضد شاه همدست شدند. اردشیر سوم چون دید که شورش دامنه یافته، قبرس و دیگر شهرهای فینیقی نیز با صیدآئی‌ها همدست شده‌اند و مصری‌ها هم بشورشیان کمک می‌کنند، مصمم شد خود با سپاهی مکمل به‌طرف سوریه حرکت کند. در فینیقیه شهری بود، که یونانی‌ها آن را تری‌پولیس یعنی سه شهر می‌نامیدند این شهر ترکیب شده بود از آراد، صیدا و صور. تری‌پولیس در میان شهرهای فینیقیه از همه مهم‌تر و مقر سنای فینیقیه بود. ولی وُلات ایران در صیدا می‌نشستند و با خشونت با مردم رفتار می‌کردند. بر اثر این رفتار صیدائی‌ها مصمم شدند خود را از قید ایران برهانند. و با این مقصود دیگر شهرهای فینیقیه را تحریک کردند، که نیز چنین کنند و رسولانی به‌مصر فرستاده، کمک از پادشاه آن خواستند.

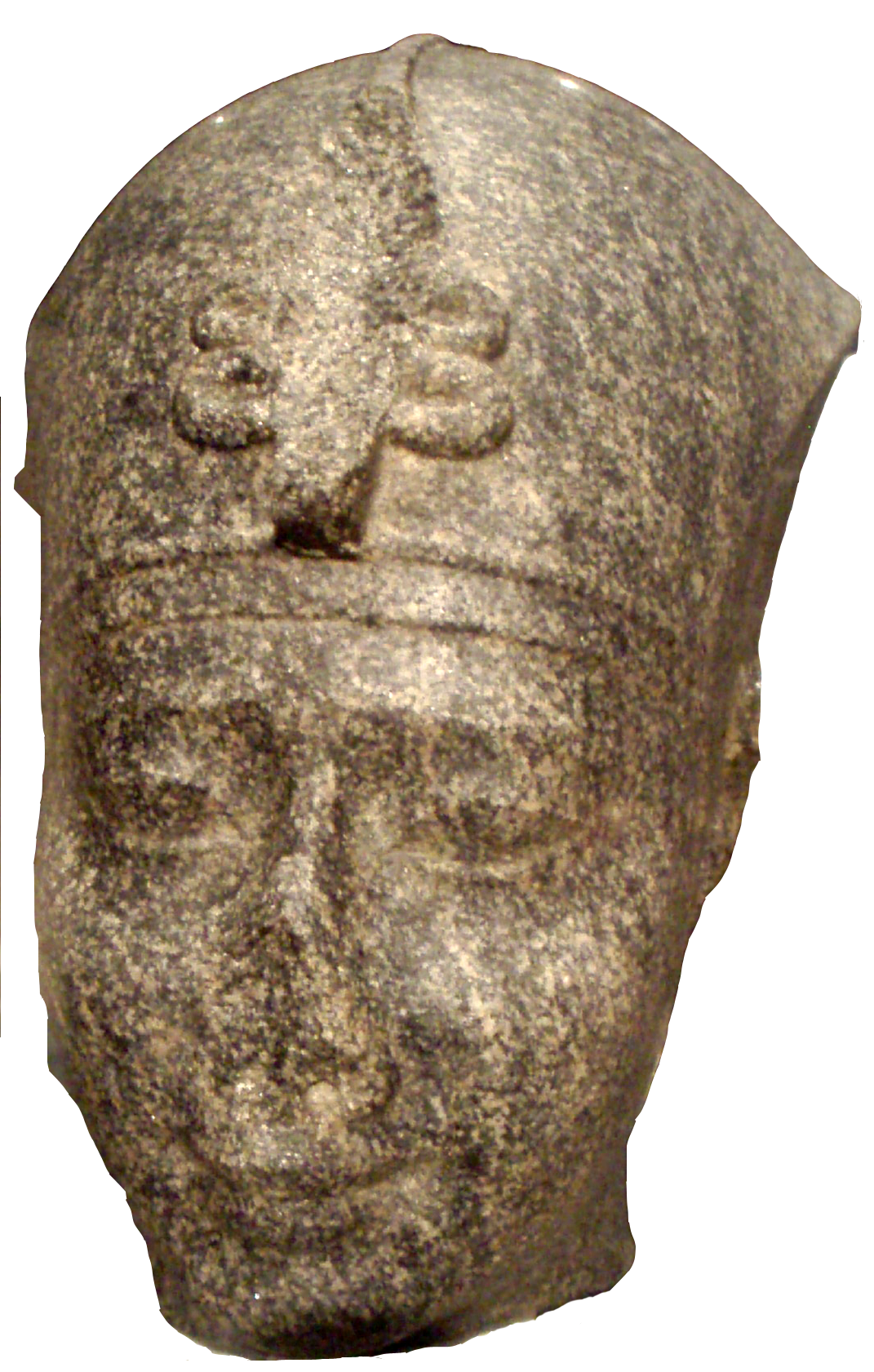
نکتانبوس دوم، فرعون مصر.

چون صیدا بسیار آباد و ثروتمند بود، اهالی به آسانی توانستند تدارکات جنگ بینند، کشتی‌های بسیار بسازند و جنگ افزار و آذوقه تهیه کنند. نکتانبوس دوم پادشاه مصر هم مِن‌تور سردار یونانی را، که خیلی قابل و در خدمت او بود با چهار هزار تن یونانی اجیر بکمک صیدا فرستاد. شورش از اینجا آغاز شد که اهالی صیدا به پارک شاهی، یعنی گردشگاه ایرانی‌ها در آن شهر، هجوم برده آن را ویران کردند. بعد علوفه‌ای که استاندار ایران برای موقع جنگ تهیه کرده بود، آتش زدند و به ایرانی‌ها حمله کرده، آن‌ها را کشتند. اردشیر سوم قشون خود را در بابل جمع کرد، تا از آنجا به‌طرف فینیقیه حرکت کند. بلسیس استاندار سوریه و مازاوس حاکم کیلیکیه هم به او در راه پیوسته پیش آهنگ این جنگ گردیدند. تن پادشاه صیدا با مِن‌تور یونانی، قوه او و قشون خودش به قصد سرداران مزبور بیرون آمد و آن‌ها را شکست داده، از فینیقیه براند.

## شورش در قبرس
در این احوال قبرس هم شورید، در این جزیره ۹ شهر بود، که هر کدام پادشاهی داشت تابع شاه ایران و هر یک از شهرهای دیگر این جزیره جزو یکی از ۹ شهر مزبور به شمار می‌رفت. همه این شهرها به فینیقیه تأسی کرده بیرق مخالفت بیفراشتند و هر یک از پادشاهان مزبور آگهی استقلال داد. اردشیر در این احوال به ایدریه پادشاه کاریه، که تازه بجای پدر نشسته و مانند اجدادش تابع ایران بود، نوشت، که یک قوه بری و بحری ترتیب داده، بجنگ پادشاهان سرکش قبرس برود. او در حال چهل کشتی و هشت هزار تن سپاهی جمع کرده به سرداری فوسیون آتنی و اِوُگراس، بقصد جزیره مزبور فرستاد. این قوه همینکه بجزیره رسید، به سالامین، یعنی مهم‌ترین شهر قبرس، حمله برد و سنگرهائی ساخته، شهر را محاصره کرد. چون قبرس آباد و ثروتمند بود، قشون پادشاه کاریه در اینجا آذوقه وافر یافت، این خبر در اکناف و اطراف سوریه پیچید و مردمی بسیار بطمع سود و غنایم بقشون مزبور پیوستند، چنانکه عدهٔ آن دو برابر شد. از سوی دیگر پادشاهان سرکش قبرس، چون محصور گشتند، دچار هراس و پریشانی گردیده، قوت قلب پیشین را از دست دادند.

## فرونشاندن شورش فینیقیه
اردشیر سوم در سال ۳۵۱ پیش از میلاد از بابل حرکت کرد. هنگامیکه خبر نزدیک شدن قشون سترگ اردشیر به تن پادشاه صیدا رسید، دانست که یاغیان نخواهند توانست پافشارند. بنابراین تسّالیون محرم‌ترین گماشته خود را نزد اردشیر فرستاده اظهار کرد که حاضر است، صیدا را تسلیم و در قشون اردشیر که به مصر خواهد رفت، خدمت کند و چون گدارهای نیل را خوب می‌شناسد، می‌تواند خدماتی بزرگ انجام دهد. اردشیر، پس از اینکه اظهارات فرستاده را با دقت گوش کرد، گفت نه تنها حاضر است تِن را از جهت تقصیراتی که کرده، معفو بدارد، بلکه اگر او بوعده‌های خود وفا کند، پاداشی نیکو خواهد یافت. بعد تسالیون از شاه درخواست کرد که موافق عادات پارسی دست راست خود را به علامت عهد و پیمان به او، که نماینده تن است، بدهد. اردشیر از این اظهار، که نبود اعتماد را میرسانید، در خشم شده بقراولان خود امر کرد او را بیرون برده سرش را از تن جدا کنند. هنگامیکه او را بقتل‌گاه می‌بردند، تسالیون فریاد کرد: «شاها بکن هر آنچه خواهی، ولی «تن» که می‌تواند تمام تعهدات خود را اجرا کند، هیچکدام از مواعد خود را انجام نخواهد داد، مگر اینکه تو به او قول شرف بدهی.» از شنیدن این سخن اردشیر بخود آمده گفت از او دست باز دارند و تسالیون را خواسته دست راست خود را به او داد. پس از آن اردشیر از سوریه گذشته وارد فینیقیه شد و اردوی خود را در نزدیکی صیدا زد. در خلال این احوال اهالی صیدا از تأنی شاه در حرکت بهره‌گیری و وسایل دفاع را از دید جنگ افزار و آذوقه تهیه کردند، دور شهر خود سه خندق پهن کنده، دیوارهای بلند ساختند و قشون ملی را با ورزشهای گوناگون به مشقات جنگ عادت دادند. صیدا بر تمام شهرهای فینیقیه از دید ثروت و فراوانی همه چیز برتری داشت و مهم‌تر از هر چیز آنکه صیدا صد کشتی سه طبقه‌ای و پنج طبقه‌ای بدریا انداخته بود.
تن، پس از اینکه رسولش از نزد اردشیر برگشت، من‌تور سردار یونانی‌های اجیر را که از مصر بکمک صیدا آمده بودند، خواسته، نقشهٔ خود را که مبنی بر خیانت به اهالی صیدا بود، به او اطلاع داد و این سردار را با دسته‌ای از قشون صیدا برای اجرای نقشهٔ خود در شهر گذارده، خودش با پانصد نفر سپاهی از شهر بیرون شد و به این بهانه که می‌خواهد به محل اجتماع فینقی‌ها برود، صد نفر از بزرگان صیدا را با خود برداشت. بعد همینکه نزد اردشیر آمد، امر کرد این صد نفر را گرفته، بشاه تسلیم کردند. اردشیر «تن» را مانند دوستی پذیرفت، ولی در حال دستور کرد، این صد تن را مانند یاغیان تیرباران کردند.

### کشتن نمایندگان مردم و پادشاه صیدا
هنگامیکه اهالی صیدا از تسلیم گشتن «تن» و کشته شدن صد تن مزبور آگاه شدند، دیدند که چاره ندارند جز اینکه داخل گفتگو شده شهر را تسلیم کنند. با این مقصود پانصد تن از میان معروفین خود گزینش کرده، در لباس اهل استدعا نزد شاه فرستادند. چون این نمایندگان به اردوی پارسی رسیدند، اردشیر سوم «تن» را خواسته پرسید که «آیا می‌تواند شهر را تسلیم کند؟» او پاسخ داد، «بلی.» جهت پرسش مزبور از این نکته بود، که اردشیر نمیخواست شهر بمسالمت تسلیم گردد و میخواست چنان زهرچشمی به اهالی صیدا بدهد که دیگر شهرهای فینیقیه تکلیف خودشان را بدانند. بنابراین، پس از آنکه تن گفت می‌تواند شهر را تسلیم کند، اردشیر دستور کرد، تمام پانصد تن را از دم تیغ گذرانیدند. پس از آن تن بسپاهیان اجیر یونانی که از مصر آمده بودند، نزدیک شده امر کرد او و شاه را به شهر راه دهند و بدین نحو پارسی‌ها وارد شهر شدند. پس از اینکه شهر تسخیر شد، چون اردشیر دیگر «تن» را لازم نداشت، امر کرد او را هم به قتل رسانیدند.

#### به آتش کشیدن شهر صیدا توسط مردم شهر
اهالی صیدا، همینکه از کشته شدن نمایندگان‌شان آگاه شدند، فهمیدند، که چاره دیگر جز جنگ ندارند. بنابراین در سال ۳۴۴ پیش از میلاد، تصمیم به جنگ گرفتند و برای اینکه کسی راه عقب‌نشینی یا فرار نداشته، از جان گذشته جنگ کند، تمام کشتی‌ها را سوزانیدند و بعد که دیدند دشمن به شهر راه یافته و سپاهیان شاه مانند مور و ملخ دیوارها را احاطه دارند، از شدت ناامیدی تصمیم بخودکشی گرفته، بخانه‌های خود درآمدند و درها را بسته، خانه‌ها را آتش زدند و خودشان با زنان و کودکان در این حریق همگانی سوختند. پس از تسخیر شهر اردشیر سوم خاکسترها و زمین این شهر را بچندین تالان فروخت.
روشنگری آنکه اشخاصی داوطلب شدند که در خرابه‌های این شهر حفریات کنند و از این راه به حد فراوانی زر و نقره گداخته بدست آوردند. بعد از ماجرای صیدا دیگر شهرهای فنیقیه (لبنان کنونی) سر تسلیم فرود آوردند یا مغلوب شدند.